# Sally Elizabeth Wood
Sally Elizabeth Wood, Sally Wood, Sally E. Wood ou Miss S.E. Wood est une photographe canadienne née le 7 janvier 1857 dans le canton de Brome et morte le 30 janvier 1928 à Montréal. Elle apparaît dans certains articles de presse sous le nom de Sally Eliza Wood, qui est en vérité le nom de sa mère. Elle est principalement connue pour ses créations photographiques qui illustrent l'architecture et les paysages de Knowlton et de la région du lac Brome.

## Biographie
Née en 1857 dans le canton de Brome, Sally Wood est la cadette d’une famille de cinq enfants. Son père, Philip Wood, est né au Québec alors que sa mère, Sally Eliza Foster, est native des États-Unis.  Ses parents exploitent la ferme Congo près de Knowlton, en Estrie.

## Carrière
Provenant d'une famille aisée, Sally Wood travaille parfois comme institutrice, sans le but d'en faire une vocation. Passionnée par la photographie, elle aurait étudié cet art au studio montréalais de William Notman. Elle aurait également appris à travailler le médium  avec John A. Wheeler, photographe basé à Knowlton et Cowansville. Lorsque Wheeler ferme son studio de photographie en 1897, Sally Wood ouvre son propre studio à Knowlton, au domicile familial du chemin Edgehill. Elle exploite celui-ci jusqu'en 1907.
À ses débuts, Sally Wood utilise des négatifs sur plaque de verre de  8 × 10 pouces. Elle se spécialise dans la photographie extérieure de maisons, de commerces et d'écoles. Certaines de ses photographies ont été diffusées dans des journaux. Vers 1905, la maison d'édition James Valentine & Sons (en) en Écosse publie une série de photographies de Wood sous forme de cartes postales. Celles-ci, teintées à la main, illustrent l'architecture et les paysages de la région de Knowlton et du lac Brome dans les Cantons-de-l'Est. Contrairement à la pratique de l'époque, les cartes postales de Sally Wood ont été signées par la photographe elle-même, ce qui permet une identification précise et assure une certaine postérité à ses créations. Les cartes portent la signature « Miss S. E. Wood ».

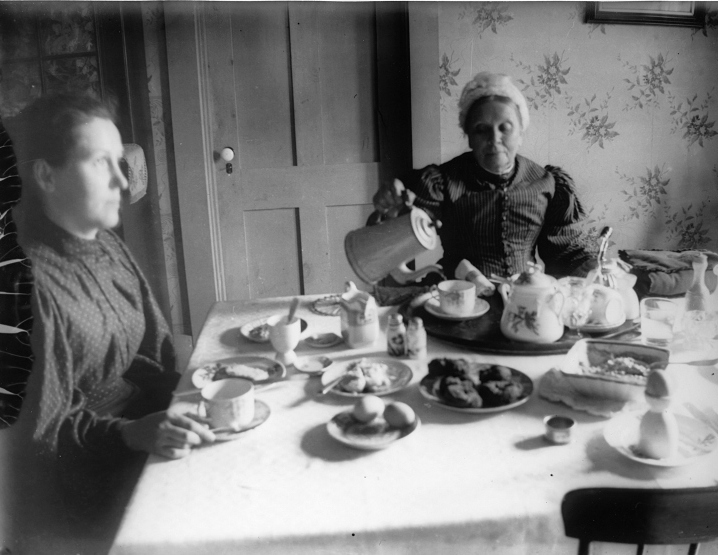
Deux femmes prenant le thé en 1900.

Son œuvre est principalement réalisée en extérieur, mais ses portraits lui permettent de révéler un nouveau modèle féminin : « elle utilise le portrait en photographie comme un moyen pour explorer le monde et, par le fait même, échapper à l'univers clos dans lequel les femmes étaient enfermées ».
Son travail de portraitiste commercial en studio reste la plupart du temps assez conventionnel, en raison de l'utilisation de décors peints et de la pose classique des sujets photographiés. En revanche, certains de ses portraits sortent de l'ordinaire avec une mise en scène très épurée, une chaise seule comme accessoire et un fond uni.

## Musées et collections publiques
Plusieurs de ses oeuvres font partie de la collection du Musée McCord Stewartet de la Société historique du comté de Brome.

## Exposition
Exposition posthume :
Wood & Wheeler, Musée Lac-Brome Museum, 28 avril 2021-11 avril 2022